# Station Strzyżewo Wąskotorowe
Station Strzyżewo Wąskotorowe is een spoorwegstation in de Poolse plaats Strzyżewo Witkowskie.